# Nagari Matua Mudik
Nagari Matua Mudik is een bestuurslaag in het regentschap Agam van de provincie West-Sumatra, Indonesië. Nagari Matua Mudik telt 5158 inwoners (volkstelling 2010).